# Incendie de Moscou (1571)
Pour les articles homonymes, voir Incendie de Moscou.
Invasions des Tatars de Crimée en Russie
L'incendie de Moscou du 24 mai 1571 est un épisode des invasions des Tatars de Crimée en Russie. Il se déroula lorsque l'armée criméenne (environ 40 000 cavaliers) dirigée par le khan de Crimée, Devlet Ier Giray, contourna les fortifications défensives de Serpoukhov aux abords de la rivière Oka, traversa la rivière Ougra jusqu'aux banlieues de Moscou, et contourna le flanc des 35 000 à 40 000 hommes de l'armée russe.

## Contexte
Après que les troupes de sentinelle russes soient écrasées par les forces criméennes, et n''ayant pas les moyens de stopper l'invasion, l'armée russe se replie vers Moscou. La population rurale russe fui également vers la capitale. Après avoir vaincu l'armée russe, les forces criméennes assiège la ville de Moscou, car en 1556 et 1558, la Moscovie, violant le serment donné à la dynastie Giray, a attaqué les terres du Khanat de Crimée — les troupes moscovites ont envahi la Crimée et ont brûlé des villages et des villes dans la Crimée occidentale et orientale, avec de nombreux Tatars de Crimée capturés ou tués. En 1561, les Moscovites "reçurent une lettre du patriarche de Constantinople" (qui s'avéra être fausse), qui affirmait les droits d'Ivan le Terrible à se proclamer lui-même tsar. En 1563, les relations entre la Moscovie et le Khanat de Crimée se détériorèrent finalement.
Le 23 mai 1571, les troupes tatares approchent de Moscou, établissant un camp près de Kolomenskoïe. En même temps, les voïvodes russes entrent dans la ville. L'armée d'Ivan Belsky se tient dans la rue Bolshaya, et le régiment d'Ivan Mstislavsky et d'Ivan Sheremetev sur Iakimanka. Le régiment avancé de Mikhail Vorotynsky et Pyotr Tatev se tient sur le pré de Tagansky, tandis que l'armée de Vasily Tiomkin-Rostovsky est derrière la Neglinnaïa. Selon les chroniqueurs, "le prince Ivan Dmitrievich Belskoy s'avance contre le peuple criméen à travers la rivière Moskova jusqu'au pré derrière le Marais et traite avec eux." Au cours de la bataille, les Criméens repoussent les Russes, le prince Belsky est blessé, et un incendie se propage rapidement à travers la ville.

## L'incendie
Les forces Tatares de Crimée incendient les banlieues le 24 mai et un vent soudain pousse les flammes vers Moscou, plongeant la ville dans un incendie. Selon Heinrich von Staden, un Allemand au service d'Ivan le Terrible (il prétend être membre de l'Opritchnina), "la ville, le palais, le palais de l'Opritchnina et les banlieues sont complètement détruits en six heures. C'est un grand désastre car personne ne peut s'échapper." Les gens fuient dans les églises en pierre pour échapper aux flammes, mais les églises en pierre s'effondrent (soit à cause de l'intensité du feu, soit à cause de la pression des foules). Les gens sautent également dans la rivière Moskova pour s'échapper, où beaucoup se noient. Le dépôt de poudre du Kremlin explose et ceux qui se cachent dans la cave s'asphyxient. Le tsar ordonne que les morts trouvés dans les rues soient jetés dans la rivière, qui déborde et inonde certaines parties de la ville. Jérôme Horsey écrit qu'il faut plus d'un an pour dégager tous les corps.

## Conséquences
La marche sur Moscou, menée par les Tatars, est considérée comme la dernière grande dévastation infligée à la ville. Les chercheurs soutiennent que l'incendie de 1571 était encore plus étendu que le grand incendie de Moscou en 1547. Les conséquences de l'attaque ont été si catastrophiques qu'il était dit qu'il ne restait plus de poteaux dans la ville pour attacher un cheval. Déterminer le nombre exact de victimes et de captifs lors de la campagne de Devlet Giray est difficile. Différentes sources fournissent des estimations variables, allant de 60 à 150 000 esclaves et de 10 à 120 000 personnes libres tuées lors de l'attaque sur Moscou. L'ambassadeur de Crimée à Varsovie a affirmé que 60 000 personnes avaient perdu la vie lors de la campagne, tandis qu'un nombre égal avait été capturé. D'autre part, Giles Fletcher (en) pensait que le nombre de morts atteignait un nombre stupéfiant de 800 000 personnes. Bien que ce chiffre soit clairement exagéré, il ne peut être nié que la Russie a subi des pertes immenses. La destruction extensive de Moscou est également confirmée par le légat pontifical Antonio Possevino, qui a rapporté une population de pas plus de 30 000 individus en 1580. Ceci est en contraste frappant avec les 41 500 maisons et au moins 100 000 habitants que Moscou avait en 1520.
La bataille de Moscou a eu un impact significatif sur l'armée russe, entraînant des pertes substantielles. Cependant, malgré ces revers, les troupes russes n'ont pas subi de défaite. Les événements qui se déroulent pendant la bataille ont causé une grande détresse au sein de l'armée, avec leurs chariots presque entièrement détruits par le feu dans les rues de Moscou. De plus, de nombreux chevaux ont été perdus et l'artillerie de campagne a subi des dommages. Malgré ces défis, le nombre de troupes recrutées par la cavalerie locale, qui dépendait du soutien des villes asservies, n'a pas connu de diminution significative, comme en témoigne la campagne de 1572.
Le feu a eu une influence significative sur les décisions de politique intérieure et étrangère prises par Ivan le Terrible. L'incapacité des Opritchniks à protéger la capitale a souligné la nécessité urgente de dissoudre l'Opritchnina. De plus, le palais des Opritchniki, réduit en cendres, n'a pas été reconstruit, et un certain nombre d'Opritchniks influents ont payé le prix ultime par l'exécution. À la suite de ces incidents dévastateurs, les autorités de Moscou ont envisagé la construction d'une formidable barrière en pierre englobant le Bely Gorod, conçue de manière stratégique pour la rendre impénétrable à l'assaut incessant de la cavalerie tatare. À cet égard, au début des années 1590, le gouvernement de Boris Godounov, beau-frère du tsar, a pris l'initiative de construire une structure connue sous le nom de Mur de Belgorod,.
La campagne lancée contre Moscou a eu un impact significatif sur la dynamique de la politique étrangère de l'État russe, entraînant une transformation notable de ses relations internationales. Ivan le Terrible a fait face à une multitude de défis en plus de ses relations difficiles avec le Khanat de Crimée et l'Empire ottoman. Il a également été contraint de faire des compromis et des concessions lors de négociations avec divers autres États. En 1571, il a consenti à l'extension des privilèges commerciaux spécifiquement pour les marchands d'Angleterre.
Dans une lettre adressée au Tsar, Devlet Ier Giray a passionnément exposé les motifs derrière son assaut contre Moscou. Indigné par les conflits persistants concernant Kazan et Astrakhan, il a exprimé sa frustration en recourant à des mesures drastiques - brûlant et détruisant tout sur son passage. Avec une croyance fervente dans le divin, il cherchait à faire resplendir la gloire de Dieu en réduisant la richesse du monde entier à de simples cendres. Son intention était claire - conquérir Moscou, saisir la couronne et réclamer la tête même du Tsar. Cependant, à sa stupéfaction, le Tsar ne s'est pas levé pour l'affronter au combat. Malgré cela, Devlet Ier Giray ne pouvait comprendre l'audace du Tsar de se vanter d'être le souverain de Moscou. Dans un commentaire cinglant, il a affirmé que si le Tsar possédait ne serait-ce qu'un semblant d'honneur et de dignité, il les aurait affrontés de front, au lieu de se terrer derrière son trône.
Selon le récit d'Alexander Zimin, lors d'une réunion tenue le 15 juin 1571, Ivan le Terrible a exprimé sa volonté d'établir une principauté tatare à Astrakhan, accordant ainsi à Devlet Ier Giray le contrôle de la région. Cependant, Ivan le Terrible a refusé catégoriquement de céder Kazan au khan de Crimée. Dans sa correspondance avec le Khan de Crimée, Ivan le Terrible a exposé les raisons de son refus. Il a reconnu la mention de la guerre dans leur lettre, mais a estimé que poursuivre la discussion ne mènerait pas à un résultat positif. Comprenant les frustrations du Khan concernant le refus de Kazan et Astrakhan, Ivan a exprimé sa volonté de céder Astrakhan au Khan. Cependant, il a expliqué que le processus de transfert d'un territoire aussi important nécessiterait l'implication d'ambassadeurs, car il ne pourrait pas être réalisé uniquement par messagers. Ivan a souligné l'importance pour le Khan d'accepter les termes et d'éviter tout conflit avec leur terre jusqu'à ce que les efforts diplomatiques nécessaires soient achevés.
En plus de cela, Devlet Ier Giray décida d'envoyer des représentants officiels au Tsar dans le but de chercher une solution ou une résolution à leurs problèmes en cours. Leur principale demande était spécifiquement une augmentation du montant de tribut qu'ils devaient payer au royaume du Tsar. Selon une chronique rédigée ultérieurement, il est enregistré qu'Ivan IV a une fois pris part à une représentation où il est apparu devant le public vêtu d'un manteau de peau de mouton[réf. nécessaire]. Au cours de cette mise en scène théâtrale, le Terrible a pointé son habit et a exclamé, attirant ainsi l'attention sur son apparence. Il a regretté d'avoir été contraint à un tel état, attribuant cela aux actions du Tsar lui-même. Le Terrible affirmait que le Tsar l'avait essentiellement dépouillé de sa richesse et de ses ressources, laissant son royaume épuisé et le trésor en ruines. En conséquence, il se retrouvait dans une situation où il n'avait plus rien à offrir ou à présenter au Tsar. Selon le récit de Jerome Gorsey, en représailles, l'ambassadeur tatar présenta une lame ternie et menaçante au Tsar, prétendument envoyée par le khan comme moyen pour le Tsar de mettre fin à son humiliation en se tranchant la gorge lui-même. Dans un accès de colère, Ivan ordonna à Kondratyev d'infliger des châtiments sévères à plusieurs individus. Certaines âmes malheureuses firent face au destin macabre d'avoir la tête cruellement tranchée, tandis que d'autres vécurent l'atroce épreuve de se faire cruellement trancher le nez et les oreilles. Pour ajouter l'insulte à l'injure, au lieu de recevoir le tribut attendu, ces individus défigurés furent renvoyés à leurs camarades portant une hache comme sombre rappel de leur échec[réf. nécessaire].
Dans l'intention de reproduire le triomphe obtenu lors de la campagne estivale, Devlet-Giray a élaboré une stratégie pour prendre le contrôle de l'ensemble de la Russie et la soumettre à son règne. L'administration ottomane basée à Istanbul a exprimé son approbation et son soutien à ce plan. En 1572, le Khan a orchestré une nouvelle expédition militaire visant Moscou, cependant, l'issue de l'affrontement à Molodi a abouti à la conquête de l'armée criméo-turque (voir la bataille de Molodi).

## Sources
- (ru) V. V. Penskoy et T. M. Penskaya, "Яз деи деда своего и прадеда ныне зделал лутчи…": Поход Девлет-Гирея I и сожжение Москвы в мае 1571 г. [« The campaign of Devlet-Giray I and the burning of Moscow in May 1571 »], vol. 4, History of military affairs: studies and sources,‎ 2013 (ISSN 2308-4286, lire en ligne)
- (ru) Aleksandr Zimin, Oprichnina, 2001 (ISBN 5-900829-07-3)
- (ru) Sergey Yurievich Kondratiev, Sedaya starina Moskvy [The hoary antiquity of Moscow], 1996 (ISBN 5-239-01340-3)
- (ru) Sergey Yurievich Shokarev, Povsednevnaya zhizn' srednevekovoj Moskvy [Everyday Life in Moscow during the Medieval times], 2012 (ISBN 978-5-235-03540-9)